# Airó
Airó é uma povoação portuguesa sede da freguesia homónima do município de Barcelos. A freguesia tem 3,02 km² de área e 883 habitantes (censo de 2021), tendo, por isso, uma densidade populacional de 292,4 hab./km².

## Demografia
A população registada nos censos foi:
| Ano  | 0-14 Anos | 15-24 Anos | 25-64 Anos | > 65 Anos |
| 2001 | 206       | 176        | 468        | 96        |
| 2011 | 149       | 144        | 504        | 116       |
| 2021 | 112       | 116        | 490        | 165       |

## Festividades
Em Airó faz-se uma festa em honra de Nossa Senhora do Rosário no último domingo de julho.

## Política

### Eleições autárquicas
| Data | %       | V       | %       | V       | %     | V  | %       | V       | %     | V   |
| Data | PPD/PSD | PPD/PSD | CDS-PP  | CDS-PP  | PS    | PS | PSD-CDS | PSD-CDS | IND   | IND |
| ---- | ------- | ------- | ------- | ------- | ----- | -- | ------- | ------- | ----- | --- |
| 1976 | 80,20   | 7       |         |         |       |    |         |         |       |     |
| 1979 | 62,57   | 6       | 33,16   | 3       |       |    |         |         |       |     |
| 1982 | 98,01   | 9       |         |         |       |    |         |         |       |     |
| 1985 | 69,16   | 5       | 27,71   | 2       |       |    |         |         |       |     |
| 1989 | 49,60   | 4       | 46,96   | 3       |       |    |         |         |       |     |
| 1993 | 44,75   | 4       | 31,52   | 2       | 21,38 | 1  |         |         |       |     |
| 1997 | 43,41   | 3       |         |         | 54,48 | 4  |         |         |       |     |
| 2001 | 48,72   | 3       | 50,16   | 4       |       |    |         |         |       |     |
| 2005 | 70,54   | 5       | 28,18   | 2       |       |    |         |         |       |     |
| 2009 | 83,39   | 7       |         |         |       |    |         |         |       |     |
| 2013 | CDS-PP  | CDS-PP  | PPD/PSD | PPD/PSD | 50,39 | 4  | 32,30   | 2       | 13,91 | 1   |
| 2017 | CDS-PP  | CDS-PP  | PPD/PSD | PPD/PSD | 71,43 | 5  | 26,22   | 2       |       |     |
| 2021 | CDS-PP  | CDS-PP  | PPD/PSD | PPD/PSD | 55,51 | 4  | 41,56   | 3       |       |     |